# Charaxes borneensis
Charaxes borneensis är en fjärilsart som beskrevs av Butler 1869. Charaxes borneensis ingår i släktet Charaxes och familjen praktfjärilar. Inga underarter finns listade i Catalogue of Life.

## Bildgalleri

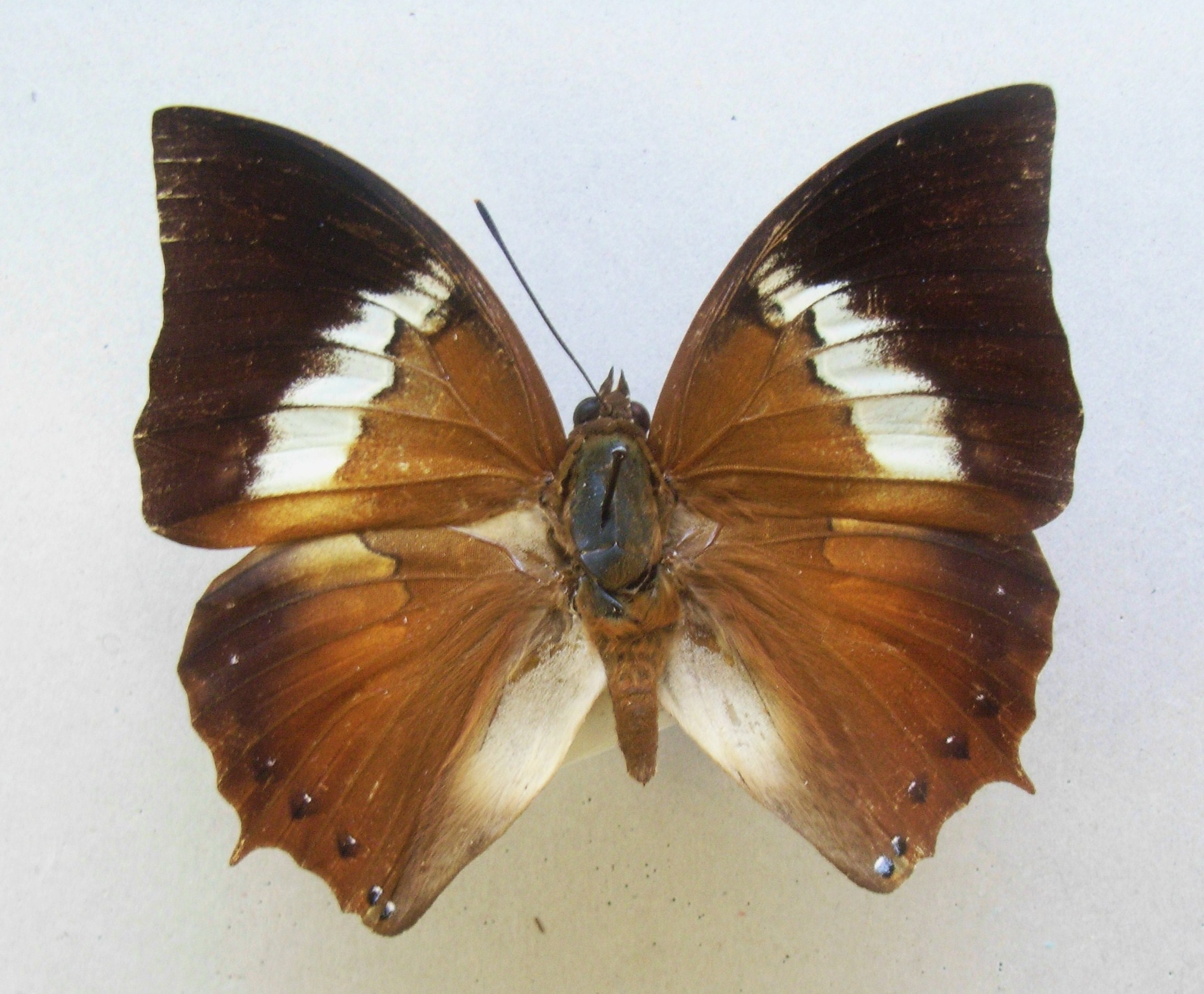